# Maceração
A maceração é uma operação física que consiste em retirar ou extrair de um corpo, certas substâncias que são consideradas princípios ativos. Esses princípios ativos podem ser posteriormente utilizados com certas finalidades, quer farmacológicas, quer químicas.
A maceração é normalmente feita, moendo previamente o corpo ou substância a macerar, seguido-se a utilização de um solvente para extração do ou dos princípios ativos.
O processo não leva ao esgotamento do princípio ativo devido a saturação do líquido extrator e equilíbrio difusional entre o meio extrator e o interior da célula vegetal. A técnica é geralmente simples e muito utilizada na preparação de tinturas mães em homeopatia e tinturas oficiais[carece de fontes?]. A extração é feita a frio, em que a droga vegetal deve entrar em contado com o liquido extrator de 6 horas a 10 dias com agitação esporádica do recipiente.
O líquido extrator mais utilizado é o álcool ou misturas hidroalcoólicas.

## Maceração de Perfumes Artesanais

### Novo Método
Tradicionalmente,se pratica um procedimento de Maceração de fragrâncias(Perfumes e Aromatizadores)por alternância de temperatura e ausência de luz.
Após a formulação pronta,o frasco da fragrância é submetido a um período de resfriamento dentro de um refrigerador e outro fora,porém sob restrição a luz ambiente, geralmente envolto em um saco preto ou em local escuro,que supostamente forçaria alguma reação química entre os componentes, resultando no envelhecimento (Maceração).
Contudo, é sabido que a base alcoólica para perfume, só pode sofrer alguma alteração se submetida ao nitrogênio líquido,capaz de mudar o estado líquido em sólido a 117.3°C Negativos,temperaturas ultra baixa para quase qualquer coisa no mundo.
E a exposição da luz natural,somente
causaria (a longo prazo)a fotolise; exposição aos raios UV.
Portanto,em termos técnicos e científicos,esse "procedimento" não contém uma lógica,que justique sua prática.
Mas o que acontece então?
Simples. O tempo é que de fato atua sobre a mistura dos componentes, criando uma acomodação molecular,tal qual acontece com o vinho, após ficar por um determinado período em repouso, dentro de tanques de alumínio ou barris de madeira, completamente protegidos da ação da humidade,luz e calor.

### Estabilizante Molecular
Mas a solução mais eficiente,rápida e potencial,acontece a nível molecular.
A indústria de cosméticos tem avançado rapidamente,na descoberta de novas soluções,para o ganho de performance e alcançar o próximo nível,na forma como usamos os produtos.
Trata-se da abordagem tecnológica em seu estado de arte, fazendo uso inclusive de inteligência artificial,para a produção de fragrâncias, combinando elementos inusitados,para a criação de perfumes inéditos.
E com a Maceração, não é diferente,pois já está disponível uma nova forma de processo, através de um extrato (pó) de origem natural,com a capacidade seletiva de arraste -somente dos resíduos que interfere na estabilização das moléculas da essência e da base hidroalcoolica - cujo resultado é uma fragrância potencializada,com notas equilibradas,alta projeção, longa fixação e silagem, conferindo um perfume de alta performance, porém em horas e não maís em dias.